# Icheon
Icheon (kor. 이천시) – miasto w Korei Południowej, w prowincji Gyeonggi. Liczy 190 641 mieszkańców.